# 藤本昌信
藤本 昌信（ふじもと まさのぶ、1956年〈昭和31年〉 - ）は日本の実業家、水間鉄道の取締役社長。元大阪市交通局長、京福電気鉄道副社長。

## 略歴
大阪府岸和田市生まれ。1968年（昭和43年）大阪教育大学附属天王寺中学校を、1974年に大阪教育大学附属高等学校天王寺校舎を卒業。1978年、京都大学農学部を卒業し、京阪電気鉄道株式会社に入社。1994年（平成6年）京阪電鉄の系列の京福電気鉄道に移り、人事・労務や事業再生を担当。2001年（平成13年）6月、取締役。2003年6月、常務。2007年6月、専務。2009年まで京福バス社長を務め、同年、京福電鉄の代表取締役副社長に就任。2012年4月から大阪市交通局の局長に登用され、2012年大阪地下街」の顧問などを経て、2018年水間鉄道株式会社の取締役社長に就任した。

## 人物
京福電鉄では副社長として経営改善に腕を振るい、2011年3月期に30年ぶりの復配を実現。収益が赤字のバス路線など不採算事業を切り、常務時代に赤字路線を全線同一料金にする実質的値上げで乗り切るなど、関西の鉄道業界では「リストラの鬼」として知られる。
人事部長や管理本部長など歴任した人事労務管理のエキスパートで、労働組合と10数年の折衝。京福電鉄労組の評価も高く、「経営危機から脱却できたのは、賃金カットやクビ斬り一辺倒ではなく、業績を伸ばし切り抜ける藤本さんの経営方針が大きい」としており、「無駄な人件費に厳しく対応されたが、こちらの話に聞く耳を持たない人ではなかった」という。
大阪市営地下鉄民営化を目指す橋下徹大阪市長から「藤本さんは、組合との関係や労務管理に長けていると聞いている。橋下のようなやり方ではなく、真摯なやり方で管理をする方だとの評判だ」と評価され、大阪市交通局局長に一本釣りで2012年4月に着任。終電時刻の延長などサービスを改善したことで、地下鉄事業で過去最高の経常黒字303億円を達成。2014年４月に初乗り運賃も20円値下げするなど、改革の手腕を橋下市長から評価された。その一方で、2014年末には市交通局が2013年度以降に発注した随意契約980件で内規違反の疑いが判明。藤本が知人の会社代表からイベントの提案を直接受けて随意契約を結んだり、駅ホームへの芸術品展示の業者選定審査で知り合いの書道家の作品を採用したりしたほか、藤本らが受注業者と契約前に会食を行っていたなどの問題が表面化した。また、2015年2月には中止になった地下鉄駅構内のイベントを巡り、随意契約した藤本の知人の業者に賠償名目で800万円を支払った問題で、市の外部監察チームは「支払額が適正か重大な疑問がある」とする報告書をまとめた。その後藤本は過払い額93万円を市交通局に返還した。この問題を受け2015年3月に減給の懲戒処分を受け、市議会の一部から辞職を求める声が出ていた。同年9月に始まった公募に再び応募し、その後再任する調整が進められていたが、2016年2月に本人が辞退し、同年3月31日をもって交通局長を退任した。
なお、京都市長の門川大作が教育長だった頃からの長い付き合いで、京都市の「鉄道と文化」「まちづくりと教育」「交通政策と観光」など、さまざまな面で連携した。
柔道5段の武道家でもある。